# Вальхалла (комикс)
Вальхалла (Valhalla) — датская серия комиксов, базирующаяся на «Старшей Эдде». Комиксы в юмористическом стиле описывают приключения персонажей скандинавской мифологии.
Серия основана в 1978 году датским художником Петером Мадсеном (Peter Madsen) и продолжается по сей день. На данный момент (ноябрь 2009) издано 15 выпусков.
Выпуски серии издавались на датском, шведском, норвежском, исландском, фарерском, финском, голландском, немецком и индонезийском языках.
В 1986 году по мотивам комикса был создан полнометражный мультфильм с одноименным названием.

## История
В 1976 году, Хеннинг Куре (Henning Kure) и Арне Стэнби (Arne Stenby) в компании с Danish Publishing House, запланировали создание серии комиксов про Викингов. Место иллюстратора было предложено молодому мультипликатору Петеру Мадсену (Peter Madsen), который не только дал своё согласие, но и привлек к участию в работе над комиксом Ханса Ранке-Мадсена (Hans Rancke-Madsen), писателя, который показал большой талант в написании диалогов для персонажей. Вальгалла увидела свет в 1978 в виде полосы в Датской газете «Politiken». Первый внегазетный эпизод комикса вышел в 1979. Он был очень хорошо принят читателями, как и несколько последующих выпусков. Тон комиксам был задан откровенно юмористический, но несмотря на это, персонажи и большая часть сюжета, базируется на историях и легендах из Старшей Эдды. В плане графики комиксы «Valhalla» проработаны очень качественно. В них просматривается множество художественных традиций Франко-Бельгийских комиксов, таких как Tintin или Asterix, которые без сомнения служили источником вдохновения при работе над Вальгаллой. На каждый эпизод был потрачен не один год труда. Первый эпизод вышел 1979, второй, спустя три года — в 1982, а тринадцатый в 2006. 5 января 2007 года Вальгалла была впервые опубликована в интернете; датская газета Jyllands-Posten начала публиковать онлайн версию четырнадцатого выпуска.

## Создатели
Вальгалла стала большим прорывом для её иллюстратора Петера Мадсена, который стал хорошо известен благодаря работе над серией. Петер безусловно является наиболее важным членом команды, недаром комикс обычно упоминают как «Вальгалла Петера Мадсена» Ханс Ранке-Мадсен был главным писателем серии, вместе с Петером и другими соавторами, Пером Вадмандом (Per Vadmand) и Хеннингом Куре (Henning Kure). Ранке-Мадсен писал диалоги для всех выпусков кроме одиннадцатого и двенадцатого, но в тринадцатом снова вернулся к работе. Раскраска всегда была важным моментом в оформлении Вальгаллы. Первые восемь выпусков были раскрашены Сореном Хаконссоном (Soren Hakonsson). Девятый выпуск Питер Мадсен раскрасил самостоятельно, а с десятого по двенадцатый раскрашивал Йеспер Ейсинг (Jesper Ejsing). Хаконссон вновь принялся за работу в тринадцатом выпуске, в котором он работал над половиной страниц. Над второй половиной поработал Мадсен.